# Brainstorm (1965)
Brainstorm (bra: Amor Violento; prt: Desafio ao Destino) é um filme estadunidense de 1965, dos gêneros drama e suspense, dirigido por William Conrad.

## Elenco
- Jeffrey Hunter ...... Jim Grayam
- Anne Francis ...... Lorrie Benson
- Dana Andrews ...... Cort Benson
- Viveca Lindfors ...... Dr. Larstadt
- Kathie Browne ...... Angie DeWitt

## Sinopse
Homem se faz passar por louco para não ser condenado pelo assassinato do marido da mulher por quem se apaixonara.